# الکساندر پی. استوارت
الکساندر پی. استوارت (انگلیسی: Alexander P. Stewart; ۲ اکتبر ۱۸۲۱ – ۳۰ اوت ۱۹۰۸) فرد نظامی اهل ایالات متحده آمریکا بود.